# Jaderná válka

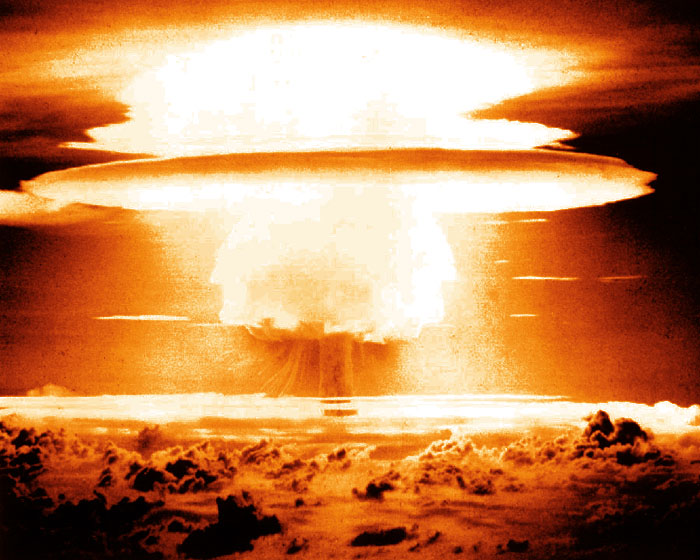
Jaderný výbuch bomby Castle Bravo, nejsilnější jaderné zbraně odpálené Spojenými státy

Jaderná válka je ozbrojený konflikt, ve kterém by došlo k hromadnému nasazení jaderných či termonukleárních zbraní. Takové zbraně by zcela změnily pojetí konfliktu; ke střetu by došlo rychle (díky mezikontinentálním střelám, které k zasáhnutí cíle potřebují pouze desítky minut) a nepřátelské konvenční síly, stejně jako průmyslové kapacity, by byly okamžitě eliminovány.

## Riziko konfliktu v dějinách
Po americkém jaderném útoku na Hirošimu a Nagasaki na konci druhé světové války sice k dalšímu použití těchto zbraní nedošlo, často se ovšem prováděly jaderné testy (např. v Tichomoří, či Severním ledovém oceánu). Lidstvo se od dob prvního použití atomové bomby již několikrát ocitlo na pokraji jaderné války, a to jak mezi USA a Sovětským svazem (obě země disponují největšími kapacitami jaderných zbraní), tak i mezi některými menšími zeměmi (např. Indií a Pákistánem; na počátku 21. století se stalo tématem zneužití těchto zbraní pro účely celosvětového terorismu).
Jednou z nejznámějších krizí, které hrozily vypuknutím jaderné války, byla tzv. kubánská, kdy se Sověti pokusili rozmístit nosiče s jadernými hlavicemi na Kubě, pouze několik desítek či set kilometrů od amerického území, v reakci na rozmístění více než 100 amerických balistických raket Jupiter s jadernými hlavicemi v Itálii a Turecku. V následujících dekádách došlo k méně známým, nicméně také nebezpečným krizovým situacím – např. roku 1983 sovětský počítač na jihu Moskvy oznámil chybně jaderný útok na SSSR a vyhlášení vysokého stavu i jaderné pohotovosti dne 27. 2. 2022 ruským prezidentem Vladimirem Putinem.[zdroj?]

## Potenciální aktéři a zbraně

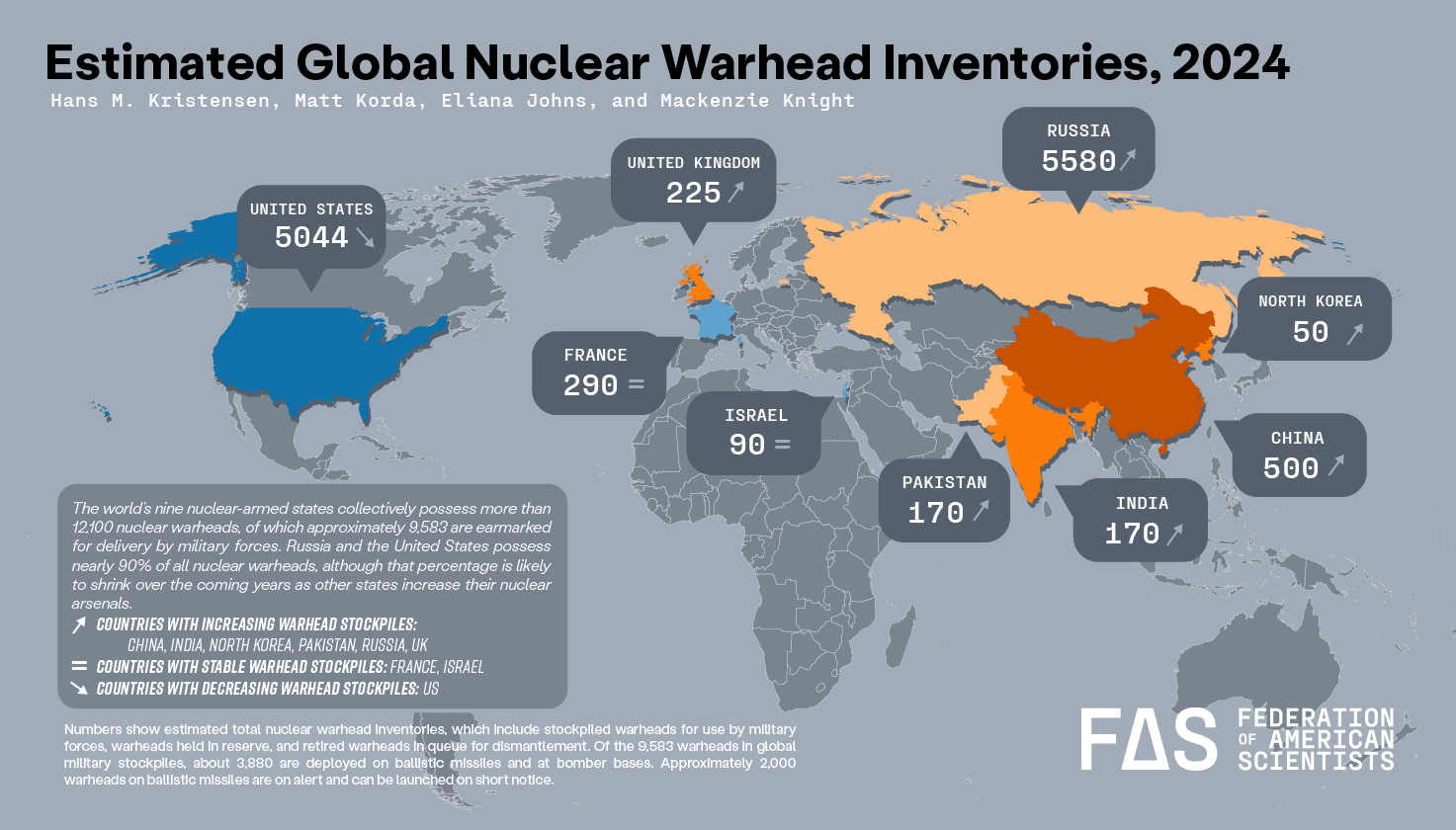
Počet jaderných hlavic podle zemí v roce 2024 na základě odhadu Federace amerických vědců.

Zásoby jaderných hlavic USA a SSSR/Ruska

V současné době několik nejmocnějších zemí disponuje jadernými hlavicemi, jejichž počet přesahuje několik desítek tisíc. Nejvíce jaderných hlavic vlastní Spojené státy a Rusko.

## Obrana
Spojené státy, Sovětský svaz a celá řada dalších zemí se v dobách rizika celosvětové jaderné války věnovaly možnostem, jak se ubránit proti případnému úderu, či případně vyvinout technologie, sloužící k ještě rychlejšímu možnému úderu, aby bylo možné předehnat protivníka. Objevily se tak jaderné ponorky, byly budovány protijaderné kryty. Spojené státy začaly vyvíjet protiraketové systémy s cílem zneškodnit sovětské střely ještě během letu.

## Předpokládané důsledky

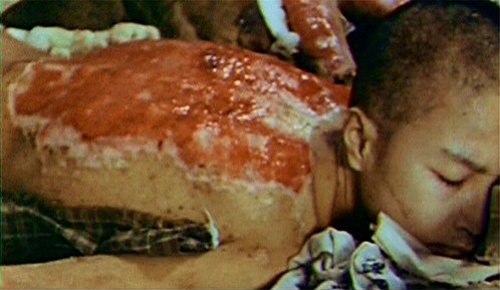
Oběť atomové bomby v Nagasaki na fotografii z ledna 1946

Předpokládá se, že vypuknutí jaderné války by tak vedlo k obrovským ztrátám jak na lidských životech (neboť hlavními cíli útoku by se staly hustě osídlené oblasti), tak i na infrastruktuře. Zatímco první jaderné zbraně na konci druhé světové války byly schopné decimovat celá města, vývoj přinesl možnost masivního nasazení těchto zbraní na velké vzdálenosti s ještě ničivějším účinkem. Proto by takový konflikt potenciálně mohl mít za následek zničení celé lidské civilizace či planety – nebo takovou proměnu podmínek, která by znamenala drastické zhroucení lidské civilizace. Následný stav, ke kterému dochází po jaderné válce, je znám jako nukleární zima.
Podle studie publikované v časopise Nature Food ze srpna 2022 by rozsáhlá jaderná válka mezi Spojenými státy a Ruskem zabila přímo 360 milionů lidí a dalších více než 5 miliard lidí na celém světě by zemřelo hlady v důsledku následné nukleární zimy. Jaderná válka mezi Indií a Pákistánem by zabila 2,5 miliardy lidí, včetně více než 8,7 milionu obyvatel Česka.

## Přežití
Předpovědi následků rozsáhlé jaderné války zahrnují smrt milionů obyvatel měst v krátkém časovém úseku. Některé prognózy z 80. let 20. století šly ještě dále a tvrdily, že totální jaderná válka by mohla nakonec vést k vyhynutí lidstva. Tyto předpovědi, někdy, ale ne vždy založené na totální válce s jadernými arzenály na vrcholu studené války, se setkaly se současnou kritikou. Na druhou stranu, některé vládní prognózy z 80. let, jako například FEMA CRP-2B a NATO Carte Blanche, byly kritizovány skupinami, jako je Federace amerických vědců, za to, že jsou příliš optimistické. Například CRP-2B nechvalně předpovídal, že 80 % Američanů by přežilo jadernou výměnu se Sovětským svazem, což je číslo, které zanedbávalo dopady jaderné války na infrastrukturu zdravotní péče, zásobování potravinami a ekosystém a předpokládalo, že všechna velká města by mohla být úspěšně evakuována během 3–5 dnů. Řada publikací z období studené války prosazovala přípravy, které by údajně umožnily velké části civilistů přežít i totální jadernou válku. Mezi nejznámější z nich patří Nuclear War Survival Skills.
Aby se předešlo zraněním a úmrtím v důsledku tepelné a tlakové vlny jaderné zbraně, dvou nejrozsáhlejších okamžitých účinků jaderných zbraní, byly děti ve školách učeny skrýt se a krýt („Duck and cover“), jak ukazuje  film z počátku studené války se stejným názvem. Tyto rady jsou opět aktuální v případě jaderných teroristických útoků.

## V kultuře
Jaderná válka je častým námětem sci-fi autorů o konci, či drastických proměnách civilizace. Častým tématem byla hlavně v časech války studené, kdy bylo riziko celosvětového konfliktu kvůli americko-sovětskému antagonismu neustále přítomné.

### Filmy
- Den poté (1983) – americký film, jehož hlavním tématem je průběh a důsledky jaderné války
- Válečné hry
- Vlákna – realisticky pojatý britský televizní film pojednávající o 12 letech možných následků globální jaderné války pro Velkou Británii.[11]
- Terminátor – americký akční sci-fi film
- Budoucnost nejistá
- Třináct dní – americký film zobrazující průběh Kubánské krize v USA
- Dr. Divnoláska aneb Jak jsem se naučil nedělat si starosti a mít rád bombu
- Nejhorší obavy